# Marquesado de Villafranca del Bierzo
El marquesado de Villafranca del Bierzo  es el título nobiliario español, originario de la Corona de Castilla, que los Reyes Católicos crearon el 15 de septiembre de 1486 y concedieron en mancomún al matrimonio formado por Juana Osorio y Bazán (hija del I conde de Lemos, Pedro Álvarez Osorio y de su segunda mujer, María Bazán) y Luis Pimentel y Pacheco (primogénito del IV conde-I duque de Benavente, Rodrigo Alonso Pimentel). Aunque se dice que el marquesado fue creado para solventar el pleito mantenido por el Condado de Lemos, lo cierto es que dicho contencioso ya fue solucionado por sentencia de 1484, por lo que en realidad se trató de una compensación por la venta de Ponferrada, forzada por los Reyes en 1486. 
La grandeza de España le fue concedida en 1623 al V marqués, Pedro Álvarez de Toledo y Colonna. En 1559 se creó el ducado de Fernandina, que a partir de entonces pasó a ser el título de los primogénitos del marqués de Villfranca, mientras fuesen herederos del marquesado. 
La primera marquesa, Juana, murió en 1491 dejando una hija, María Osorio Pimentel, quedando al frente del estado su padre, Luis Pimentel. A la muerte de este, María asumió el título y casó con Pedro Álvarez de Toledo y Zúñiga, Virrey de Nápoles y segundo hijo del II Duque de Alba de Tormes, Fadrique Álvarez de Toledo y Enríquez, por lo que el marquesado de Villafranca pasó a la Casa de Toledo, aunque sus descendientes conservaron la memoria del linaje original, apellidándose «Álvarez de Toledo Osorio» durante varias generaciones. Una de sus hijas, Leonor Álvarez de Toledo casó con Cosme I de Médici, II gran duque de Toscana; uno de sus once hijos, Francisco I de Médici, II gran duque de Toscana]] casó con Juana de Austria; su hija fue María de Médici que al casarse con Enrique IV de Borbón, rey de Francia, tuvo por hijo a Luis XIII, rey de Francia. 
En el siglo XVII la casa de Villafranca incorporó por matrimonio la casa de los Vélez y a finales del siglo XVIII recayó sobre ella por herencia la casa de Medina Sidonia, continuando juntos en la actualidad sus títulos principales.
Este marquesado está íntimamente ligado a la comarca de El Bierzo y a los reinos de Galicia y León, entre los que está situado.

## Lista de titulares
|       | Titular                                                 | Periodo    |
| ----- | ------------------------------------------------------- | ---------- |
| I     | Juana Osorio y Bazán y Luis Pimentel y Pacheco          | 1486-1497  |
| II    | María Osorio Pimentel                                   | 1497-1539  |
| III   | Fadrique de Toledo Osorio                               | 1539-1569  |
| IV    | García de Toledo Osorio                                 | 1569-1577  |
| V     | Pedro de Toledo Osorio                                  | 1577-1627  |
| VI    | García de Toledo Osorio                                 | 1627-1649  |
| VII   | Fadrique de Toledo Osorio                               | 1649-1705  |
| VIII  | José Fadrique de Toledo Osorio                          | 1705-1728  |
| IX    | Fadrique Vicente de Toledo Osorio                       | 1728-1753  |
| X     | Antonio Álvarez de Toledo Osorio                        | 1753-1773  |
| XI    | José Álvarez de Toledo Osorio                           | 1773-1796  |
| XII   | Francisco de Borja Álvarez de Toledo Osorio             | 1796-1821  |
| XIII  | Pedro de Alcántara Álvarez de Toledo y Palafox          | 1821-1867  |
| XIV   | José Álvarez de Toledo y Silva                          | 1867-1900  |
| XV    | Joaquín Álvarez de Toledo y Caro                        | 1900-1915  |
| XVI   | Joaquín Álvarez de Toledo y Caro                        | 1915-1955  |
| XVII  | Luisa Isabel Álvarez de Toledo y Maura                  | 1957-2008  |
| XVIII | Leoncio Alonso González de Gregorio y Álvarez de Toledo | desde 2010 |

### Árbol genealógico
Titulares
     Señores de Cabrera y Ribera, origen de la Casa.
| \| \| \| \| \| \| \| \| \| \| \| \| \| \| \| \| \| Rodrigo Álvarez Osorio, señor de Cabrera y Ribera \| \| \| \| \| \| \| \| \| \| \| \| \| \| \| \| \| \| \| \| \| \| \| \| \| \| \| \| \| \| \| \| \| \| \| \| \| \| \| \| \| \| \| \| \| \| \| \| \| \| \| \| \| \| \| \| \| \| \| \| \| \| \| \| \| \| \| \| \| \| \| \| \| \| \| \| \| \| \| \| \| \| \| \| \| \| \| \| \| \| \| \| \| \| \| \| \| \| \| \| \| \| \| \| \| \| \| \| \| \| \| \| \| \| Beatriz de Castro, señora de Lemos y de Villafranca (1398-1455) \| Beatriz de Castro, señora de Lemos y de Villafranca (1398-1455) \| Beatriz de Castro, señora de Lemos y de Villafranca (1398-1455) \| Beatriz de Castro, señora de Lemos y de Villafranca (1398-1455) \| Beatriz de Castro, señora de Lemos y de Villafranca (1398-1455) \| Beatriz de Castro, señora de Lemos y de Villafranca (1398-1455) \| \| \| Pedro Álvarez Osorio, i conde de Lemos († 1483) \| Pedro Álvarez Osorio, i conde de Lemos († 1483) \| Pedro Álvarez Osorio, i conde de Lemos († 1483) \| Pedro Álvarez Osorio, i conde de Lemos († 1483) \| Pedro Álvarez Osorio, i conde de Lemos († 1483) \| Pedro Álvarez Osorio, i conde de Lemos († 1483) \| \| \| María de Bazán, condesa de Lemos \| María de Bazán, condesa de Lemos \| María de Bazán, condesa de Lemos \| María de Bazán, condesa de Lemos \| María de Bazán, condesa de Lemos \| María de Bazán, condesa de Lemos \| \| \| \| \| \| \| \| \| \| \| \| \| \| \| \| \| \| \| \| \| \| \| \| \| \| \| \| \| \| \| \| \| \| \| \| \| \| \| \| Beatriz de Castro, señora de Lemos y de Villafranca (1398-1455) \| Beatriz de Castro, señora de Lemos y de Villafranca (1398-1455) \| Beatriz de Castro, señora de Lemos y de Villafranca (1398-1455) \| Beatriz de Castro, señora de Lemos y de Villafranca (1398-1455) \| Beatriz de Castro, señora de Lemos y de Villafranca (1398-1455) \| Beatriz de Castro, señora de Lemos y de Villafranca (1398-1455) \| \| \| Pedro Álvarez Osorio, i conde de Lemos († 1483) \| Pedro Álvarez Osorio, i conde de Lemos († 1483) \| Pedro Álvarez Osorio, i conde de Lemos († 1483) \| Pedro Álvarez Osorio, i conde de Lemos († 1483) \| Pedro Álvarez Osorio, i conde de Lemos († 1483) \| Pedro Álvarez Osorio, i conde de Lemos († 1483) \| \| \| María de Bazán, condesa de Lemos \| María de Bazán, condesa de Lemos \| María de Bazán, condesa de Lemos \| María de Bazán, condesa de Lemos \| María de Bazán, condesa de Lemos \| María de Bazán, condesa de Lemos \| \| \| \| \| \| \| \| \| \| \| \| \| \| \| \| \| \| \| \| \| \| \| \| \| \| \| \| \| \| \| \| \| \| \| \| \| \| \| \| \| \| \| \| \| \| \| \| \| \| \| \| \| \| \| \| \| \| \| \| \| \| \| \| \| \| \| \| \| \| \| \| \| \| \| \| \| \| \| \| \| \| \| \| \| \| \| \| \| \| \| \| \| \| \| \| \| \| \| \| \| \| \| \| \| Alonso Osorio († 1467) \| Alonso Osorio († 1467) \| Alonso Osorio († 1467) \| Alonso Osorio († 1467) \| Alonso Osorio († 1467) \| Alonso Osorio († 1467) \| \| \| Juana Osorio, i marquesa de Villafranca (1470-1491) \| Juana Osorio, i marquesa de Villafranca (1470-1491) \| Juana Osorio, i marquesa de Villafranca (1470-1491) \| Juana Osorio, i marquesa de Villafranca (1470-1491) \| Juana Osorio, i marquesa de Villafranca (1470-1491) \| Juana Osorio, i marquesa de Villafranca (1470-1491) \| \| \| Luis Pimentel, i marqués de Villafranca (1467-1497) \| Luis Pimentel, i marqués de Villafranca (1467-1497) \| Luis Pimentel, i marqués de Villafranca (1467-1497) \| Luis Pimentel, i marqués de Villafranca (1467-1497) \| Luis Pimentel, i marqués de Villafranca (1467-1497) \| Luis Pimentel, i marqués de Villafranca (1467-1497) \| \| \| \| \| \| \| \| \| \| \| \| \| \| \| \| \| \| \| \| \| \| \| \| \| \| \| \| \| \| \| \| \| \| \| \| \| \| \| \| Alonso Osorio († 1467) \| Alonso Osorio († 1467) \| Alonso Osorio († 1467) \| Alonso Osorio († 1467) \| Alonso Osorio († 1467) \| Alonso Osorio († 1467) \| \| \| Juana Osorio, i marquesa de Villafranca (1470-1491) \| Juana Osorio, i marquesa de Villafranca (1470-1491) \| Juana Osorio, i marquesa de Villafranca (1470-1491) \| Juana Osorio, i marquesa de Villafranca (1470-1491) \| Juana Osorio, i marquesa de Villafranca (1470-1491) \| Juana Osorio, i marquesa de Villafranca (1470-1491) \| \| \| Luis Pimentel, i marqués de Villafranca (1467-1497) \| Luis Pimentel, i marqués de Villafranca (1467-1497) \| Luis Pimentel, i marqués de Villafranca (1467-1497) \| Luis Pimentel, i marqués de Villafranca (1467-1497) \| Luis Pimentel, i marqués de Villafranca (1467-1497) \| Luis Pimentel, i marqués de Villafranca (1467-1497) \| \| \| \| \| \| \| \| \| \| \| \| \| \| \| \| \| \| \| \| \| \| \| \| \| \| \| \| \| \| \| \| \| \| \| \| \| \| \| \| \| \| \| \| \| \| \| \| \| \| \| \| \| \| \| \| \| \| \| \| \| \| \| \| \| \| \| \| \| \| \| \| \| \| \| \| \| \| \| \| \| \| \| \| \| \| \| \| \| \| \| \| \| \| \| \| \| \| \| \| \| Rodrigo de Castro Osorio, ii conde de Lemos \| Rodrigo de Castro Osorio, ii conde de Lemos \| Rodrigo de Castro Osorio, ii conde de Lemos \| Rodrigo de Castro Osorio, ii conde de Lemos \| Rodrigo de Castro Osorio, ii conde de Lemos \| Rodrigo de Castro Osorio, ii conde de Lemos \| \| \| \| \| \| \| María Osorio, ii marquesa de Villafranca, (1490-1539) \| María Osorio, ii marquesa de Villafranca, (1490-1539) \| María Osorio, ii marquesa de Villafranca, (1490-1539) \| María Osorio, ii marquesa de Villafranca, (1490-1539) \| María Osorio, ii marquesa de Villafranca, (1490-1539) \| María Osorio, ii marquesa de Villafranca, (1490-1539) \| \| \| Pedro de Toledo, marqués de Villafranca (1484-1553) \| Pedro de Toledo, marqués de Villafranca (1484-1553) \| Pedro de Toledo, marqués de Villafranca (1484-1553) \| Pedro de Toledo, marqués de Villafranca (1484-1553) \| Pedro de Toledo, marqués de Villafranca (1484-1553) \| Pedro de Toledo, marqués de Villafranca (1484-1553) \| \| \| \| \| \| \| \| \| \| \| \| \| \| \| \| \| \| \| \| \| \| \| \| \| \| \| \| \| \| \| \| \| \| \| \| Rodrigo de Castro Osorio, ii conde de Lemos \| Rodrigo de Castro Osorio, ii conde de Lemos \| Rodrigo de Castro Osorio, ii conde de Lemos \| Rodrigo de Castro Osorio, ii conde de Lemos \| Rodrigo de Castro Osorio, ii conde de Lemos \| Rodrigo de Castro Osorio, ii conde de Lemos \| \| \| \| \| \| \| María Osorio, ii marquesa de Villafranca, (1490-1539) \| María Osorio, ii marquesa de Villafranca, (1490-1539) \| María Osorio, ii marquesa de Villafranca, (1490-1539) \| María Osorio, ii marquesa de Villafranca, (1490-1539) \| María Osorio, ii marquesa de Villafranca, (1490-1539) \| María Osorio, ii marquesa de Villafranca, (1490-1539) \| \| \| Pedro de Toledo, marqués de Villafranca (1484-1553) \| Pedro de Toledo, marqués de Villafranca (1484-1553) \| Pedro de Toledo, marqués de Villafranca (1484-1553) \| Pedro de Toledo, marqués de Villafranca (1484-1553) \| Pedro de Toledo, marqués de Villafranca (1484-1553) \| Pedro de Toledo, marqués de Villafranca (1484-1553) \| \| \| \| \| \| \| \| \| \| \| \| \| \| \| \| \| \| \| \| \| \| \| \| \| \| \| \| \| \| \| \| \| \| \| \| Con sucesión en la casa de Lemos. \| \| \| \| \| \| \| \| \| \| \| \| \| \| \| \| \| \| \| \| \| \| \| \| \| \| \| \| \| \| \| \| \| \| \| \| \| \| \| \| \| \| \| \| \| \| \| \| \| \| \| \| \| \| \| \| \| \| \| \| \| \| \| \| \| \| \| \| \| \| \| \| \| \| \| \| \| \| \| \| \| \| \| \| \| \| \| \| \| \| \| \| \| \| \| \| \| \| \| \| \| \| \| \| \| \| \| \| \| \| \| \| \| \| \| \| \| \| \| \| \| \| \| \| \| \| \| \| \| \| Fadrique de Toledo Osorio, iii marqués de Villafranca (1510-1569) \| Fadrique de Toledo Osorio, iii marqués de Villafranca (1510-1569) \| Fadrique de Toledo Osorio, iii marqués de Villafranca (1510-1569) \| Fadrique de Toledo Osorio, iii marqués de Villafranca (1510-1569) \| Fadrique de Toledo Osorio, iii marqués de Villafranca (1510-1569) \| Fadrique de Toledo Osorio, iii marqués de Villafranca (1510-1569) \| \| \| García de Toledo Osorio, iv marqués de Villafranca (1514-1577) \| García de Toledo Osorio, iv marqués de Villafranca (1514-1577) \| García de Toledo Osorio, iv marqués de Villafranca (1514-1577) \| García de Toledo Osorio, iv marqués de Villafranca (1514-1577) \| García de Toledo Osorio, iv marqués de Villafranca (1514-1577) \| García de Toledo Osorio, iv marqués de Villafranca (1514-1577) \| \| \| Leonor de Toledo, duquesa de Florencia (1522-1562) \| Leonor de Toledo, duquesa de Florencia (1522-1562) \| Leonor de Toledo, duquesa de Florencia (1522-1562) \| Leonor de Toledo, duquesa de Florencia (1522-1562) \| Leonor de Toledo, duquesa de Florencia (1522-1562) \| Leonor de Toledo, duquesa de Florencia (1522-1562) \| \| \| \| \| \| \| \| \| \| \| \| \| \| \| \| \| \| \| \| \| \| \| \| \| \| \| \| \| \| \| \| \| \| \| \| \| \| \| \| Fadrique de Toledo Osorio, iii marqués de Villafranca (1510-1569) \| Fadrique de Toledo Osorio, iii marqués de Villafranca (1510-1569) \| Fadrique de Toledo Osorio, iii marqués de Villafranca (1510-1569) \| Fadrique de Toledo Osorio, iii marqués de Villafranca (1510-1569) \| Fadrique de Toledo Osorio, iii marqués de Villafranca (1510-1569) \| Fadrique de Toledo Osorio, iii marqués de Villafranca (1510-1569) \| \| \| García de Toledo Osorio, iv marqués de Villafranca (1514-1577) \| García de Toledo Osorio, iv marqués de Villafranca (1514-1577) \| García de Toledo Osorio, iv marqués de Villafranca (1514-1577) \| García de Toledo Osorio, iv marqués de Villafranca (1514-1577) \| García de Toledo Osorio, iv marqués de Villafranca (1514-1577) \| García de Toledo Osorio, iv marqués de Villafranca (1514-1577) \| \| \| Leonor de Toledo, duquesa de Florencia (1522-1562) \| Leonor de Toledo, duquesa de Florencia (1522-1562) \| Leonor de Toledo, duquesa de Florencia (1522-1562) \| Leonor de Toledo, duquesa de Florencia (1522-1562) \| Leonor de Toledo, duquesa de Florencia (1522-1562) \| Leonor de Toledo, duquesa de Florencia (1522-1562) \| Con sucesión en la casa de Médicis. \| \| \| \| \| \| \| \| \| \| \| \| \| \| \| \| \| \| \| \| \| \| \| \| \| \| \| \| \| \| \| \| \| \| \| \| \| \| \| \| \| \| \| \| \| \| \| Pedro de Toledo Osorio, v marqués de Villafranca (1546-1627) \| \| \| \| \| \| \| \| \| \| \| \| \| \| \| \| \| \| \| \| \| \| \| \| \| \| \| \| \| \| \| \| \| \| \| \| \| \| \| \| \| \| \| \| \| \| \| \| \| \| \| \| \| \| \| \| \| \| \| \| \| \| \| \| \| \| \| \| \| \| \| \| \| \| \| \| \| \| \| \| \| \| \| \| \| \| \| \| \| \| \| \| \| \| \| \| \| \| \| \| \| \| \| \| \| \| \| \| \| \| \| \| \| \| \| \| \| \| \| \| \| \| \| \| \| \| \| \| \| \| \| \| \| \| \| \| \| \| \| \| \| \| \| \| \| \| \| \| \| \| \| \| \| \| \| \| \| \| \| \| \| \| \| \| \| \| \| \| \| \| \| \| \| \| \| García de Toledo Osorio, vi marqués de Villafranca (1579-1649) \| García de Toledo Osorio, vi marqués de Villafranca (1579-1649) \| García de Toledo Osorio, vi marqués de Villafranca (1579-1649) \| García de Toledo Osorio, vi marqués de Villafranca (1579-1649) \| García de Toledo Osorio, vi marqués de Villafranca (1579-1649) \| García de Toledo Osorio, vi marqués de Villafranca (1579-1649) \| \| \| Fadrique de Toledo Osorio, i marqués de Valdueza (1580-1634) \| Fadrique de Toledo Osorio, i marqués de Valdueza (1580-1634) \| Fadrique de Toledo Osorio, i marqués de Valdueza (1580-1634) \| Fadrique de Toledo Osorio, i marqués de Valdueza (1580-1634) \| Fadrique de Toledo Osorio, i marqués de Valdueza (1580-1634) \| Fadrique de Toledo Osorio, i marqués de Valdueza (1580-1634) \| \| \| \| \| \| \| \| \| \| \| \| \| \| \| \| \| \| \| \| \| \| \| \| \| \| \| \| \| \| \| \| \| \| \| \| \| \| \| \| \| \| \| \| \| \| \| \| García de Toledo Osorio, vi marqués de Villafranca (1579-1649) \| García de Toledo Osorio, vi marqués de Villafranca (1579-1649) \| García de Toledo Osorio, vi marqués de Villafranca (1579-1649) \| García de Toledo Osorio, vi marqués de Villafranca (1579-1649) \| García de Toledo Osorio, vi marqués de Villafranca (1579-1649) \| García de Toledo Osorio, vi marqués de Villafranca (1579-1649) \| \| \| Fadrique de Toledo Osorio, i marqués de Valdueza (1580-1634) \| Fadrique de Toledo Osorio, i marqués de Valdueza (1580-1634) \| Fadrique de Toledo Osorio, i marqués de Valdueza (1580-1634) \| Fadrique de Toledo Osorio, i marqués de Valdueza (1580-1634) \| Fadrique de Toledo Osorio, i marqués de Valdueza (1580-1634) \| Fadrique de Toledo Osorio, i marqués de Valdueza (1580-1634) \| \| \| \| \| \| \| \| \| \| \| \| \| \| \| \| \| \| \| \| \| \| \| \| \| \| \| \| \| \| \| \| \| \| \| \| \| \| \| \| \| \| \| \| \| \| \| \| \| \| \| \| \| \| \| \| Fadrique de Toledo Osorio, vii marqués de Villafranca (1635-1705) \| \| \| \| \| \| \| \| \| \| \| \| \| \| \| \| \| \| \| \| \| \| \| \| \| \| \| \| \| \| \| \| \| \| \| \| \| \| \| \| \| \| \| \| \| \| \| \| \| \| \| \| \| \| \| \| \| \| \| \| \| \| \| \| \| \| \| \| \| \| \| \| \| \| \| \| \| \| \| \| \| \| \| \| \| \| \| \| \| \| \| \| \| \| \| \| \| \| \| \| \| \| \| \| \| \| \| \| \| \| \| \| \| \| \| \| \| \| \| \| \| \| José Fadrique de Toledo Osorio, viii marqués de Villafranca (1658-1728) \| \| \| \| \| \| \| \| \| \| \| \| \| \| \| \| \| \| \| \| \| \| \| \| \| \| \| \| \| \| \| \| \| \| \| \| \| \| \| \| \| \| \| \| \| \| \| \| \| \| \| \| \| \| \| \| \| \| \| \| \| \| \| \| \| \| \| \| \| \| \| \| \| \| \| \| \| \| \| \| \| \| \| \| \| \| \| \| \| \| \| \| \| \| \| \| \| \| \| \| \| \| \| \| \| \| \| \| \| \| \| \| \| \| \| \| \| \| \| \| \| \| Fadrique Vicente de Toledo Osorio, ix marqués de Villafranca (1686-1753) \| \| \| \| \| \| \| \| \| \| \| \| \| \| \| \| \| \| \| \| \| \| \| \| \| \| \| \| \| \| \| \| \| \| \| \| \| \| \| \| \| \| \| \| \| \| \| \| \| \| \| \| \| \| \| \| \| \| \| \| \| \| \| \| \| \| \| \| \| \| \| \| \| \| \| \| \| \| \| \| \| \| \| \| \| \| \| \| \| \| \| \| \| \| \| \| \| \| \| \| \| \| \| \| \| \| \| \| \| \| \| \| \| \| \| \| \| \| \| \| \| \| Antonio Álvarez de Toledo Osorio, x marqués de Villafranca (1716-1773) \| \| \| \| \| \| \| \| \| \| \| \| \| \| \| \| \| \| \| \| \| \| \| \| \| \| \| \| \| \| \| \| \| \| \| \| \| \| \| \| \| \| \| \| \| \| \| \| \| \| \| \| \| \| \| \| \| \| \| \| \| \| \| \| \| \| \| \| \| \| \| \| \| \| \| \| \| \| \| \| \| \| \| \| \| \| \| \| \| \| \| \| \| \| \| \| \| \| \| \| \| \| \| \| \| \| \| \| \| \| \| \| \| \| \| \| \| \| \| \| \| \| \| \| \| \| \| \| \| \| \| \| \| \| \| \| \| \| \| \| \| \| \| \| \| \| \| \| \| \| \| \| \| \| \| \| \| \| \| \| \| \| \| \| \| \| \| \| \| \| \| \| \| \| \| José Álvarez de Toledo, duque de Alba, xi marqués de Villafranca (1756-1796) \| José Álvarez de Toledo, duque de Alba, xi marqués de Villafranca (1756-1796) \| José Álvarez de Toledo, duque de Alba, xi marqués de Villafranca (1756-1796) \| José Álvarez de Toledo, duque de Alba, xi marqués de Villafranca (1756-1796) \| José Álvarez de Toledo, duque de Alba, xi marqués de Villafranca (1756-1796) \| José Álvarez de Toledo, duque de Alba, xi marqués de Villafranca (1756-1796) \| \| \| Francisco de Borja Álvarez de Toledo, xii marqués de Villafranca (1763-1821) \| Francisco de Borja Álvarez de Toledo, xii marqués de Villafranca (1763-1821) \| Francisco de Borja Álvarez de Toledo, xii marqués de Villafranca (1763-1821) \| Francisco de Borja Álvarez de Toledo, xii marqués de Villafranca (1763-1821) \| Francisco de Borja Álvarez de Toledo, xii marqués de Villafranca (1763-1821) \| Francisco de Borja Álvarez de Toledo, xii marqués de Villafranca (1763-1821) \| \| \| \| \| \| \| \| \| \| \| \| \| \| \| \| \| \| \| \| \| \| \| \| \| \| \| \| \| \| \| \| \| \| \| \| \| \| \| \| \| \| \| \| \| \| \| \| José Álvarez de Toledo, duque de Alba, xi marqués de Villafranca (1756-1796) \| José Álvarez de Toledo, duque de Alba, xi marqués de Villafranca (1756-1796) \| José Álvarez de Toledo, duque de Alba, xi marqués de Villafranca (1756-1796) \| José Álvarez de Toledo, duque de Alba, xi marqués de Villafranca (1756-1796) \| José Álvarez de Toledo, duque de Alba, xi marqués de Villafranca (1756-1796) \| José Álvarez de Toledo, duque de Alba, xi marqués de Villafranca (1756-1796) \| \| \| Francisco de Borja Álvarez de Toledo, xii marqués de Villafranca (1763-1821) \| Francisco de Borja Álvarez de Toledo, xii marqués de Villafranca (1763-1821) \| Francisco de Borja Álvarez de Toledo, xii marqués de Villafranca (1763-1821) \| Francisco de Borja Álvarez de Toledo, xii marqués de Villafranca (1763-1821) \| Francisco de Borja Álvarez de Toledo, xii marqués de Villafranca (1763-1821) \| Francisco de Borja Álvarez de Toledo, xii marqués de Villafranca (1763-1821) \| \| \| \| \| \| \| \| \| \| \| \| \| \| \| \| \| \| \| \| \| \| \| \| \| \| \| \| \| \| \| \| \| \| \| \| \| \| \| \| \| \| \| \| \| \| \| \| \| \| \| \| \| \| \| \| \| \| \| \| \| \| \| \| \| \| \| \| \| \| \| \| \| \| \| \| \| \| \| \| \| \| \| \| \| \| \| \| \| \| \| \| \| \| \| \| \| \| \| \| \| \| \| \| \| \| \| \| \| \| \| \| \| \| \| \| \| Francisco Álvarez de Toledo, x duque de Fernandina (1799-1816) \| Francisco Álvarez de Toledo, x duque de Fernandina (1799-1816) \| Francisco Álvarez de Toledo, x duque de Fernandina (1799-1816) \| Francisco Álvarez de Toledo, x duque de Fernandina (1799-1816) \| Francisco Álvarez de Toledo, x duque de Fernandina (1799-1816) \| Francisco Álvarez de Toledo, x duque de Fernandina (1799-1816) \| \| \| Pedro de Alcántara Álvarez de Toledo, xiii marqués de Villafranca (1803–1867) \| Pedro de Alcántara Álvarez de Toledo, xiii marqués de Villafranca (1803–1867) \| Pedro de Alcántara Álvarez de Toledo, xiii marqués de Villafranca (1803–1867) \| Pedro de Alcántara Álvarez de Toledo, xiii marqués de Villafranca (1803–1867) \| Pedro de Alcántara Álvarez de Toledo, xiii marqués de Villafranca (1803–1867) \| Pedro de Alcántara Álvarez de Toledo, xiii marqués de Villafranca (1803–1867) \| \| \| \| \| \| \| \| \| \| \| \| \| \| \| \| \| \| \| \| \| \| \| \| \| \| \| \| \| \| \| \| \| \| \| \| \| \| \| \| \| \| \| \| \| \| \| \| Francisco Álvarez de Toledo, x duque de Fernandina (1799-1816) \| Francisco Álvarez de Toledo, x duque de Fernandina (1799-1816) \| Francisco Álvarez de Toledo, x duque de Fernandina (1799-1816) \| Francisco Álvarez de Toledo, x duque de Fernandina (1799-1816) \| Francisco Álvarez de Toledo, x duque de Fernandina (1799-1816) \| Francisco Álvarez de Toledo, x duque de Fernandina (1799-1816) \| \| \| Pedro de Alcántara Álvarez de Toledo, xiii marqués de Villafranca (1803–1867) \| Pedro de Alcántara Álvarez de Toledo, xiii marqués de Villafranca (1803–1867) \| Pedro de Alcántara Álvarez de Toledo, xiii marqués de Villafranca (1803–1867) \| Pedro de Alcántara Álvarez de Toledo, xiii marqués de Villafranca (1803–1867) \| Pedro de Alcántara Álvarez de Toledo, xiii marqués de Villafranca (1803–1867) \| Pedro de Alcántara Álvarez de Toledo, xiii marqués de Villafranca (1803–1867) \| \| \| \| \| \| \| \| \| \| \| \| \| \| \| \| \| \| \| \| \| \| \| \| \| \| \| \| \| \| \| \| \| \| \| \| \| \| \| \| \| \| \| \| \| \| \| \| \| \| \| \| \| \| \| \| José Álvarez de Toledo, xviii duque de Medina Sidonia, xiv marqués de Villafranca (1826-1900) \| \| \| \| \| \| \| \| \| \| \| \| \| \| \| \| \| \| \| \| \| \| \| \| \| \| \| \| \| \| \| \| \| \| \| \| \| \| \| \| \| \| \| \| \| \| \| \| \| \| \| \| \| \| \| \| \| \| \| \| \| \| \| \| \| \| \| \| \| \| \| \| \| \| \| \| \| \| \| \| \| \| \| \| \| \| \| \| \| \| \| \| \| \| \| \| \| \| \| \| \| \| \| \| \| \| \| \| \| \| \| \| \| \| \| \| \| \| \| \| \| \| \| \| \| \| \| \| \| \| \| \| \| \| \| \| \| \| \| \| \| \| \| \| \| \| \| \| \| \| \| \| \| \| \| \| \| \| \| \| \| \| \| \| \| \| \| \| \| \| \| \| \| \| \| \| \| \| \| \| \| \| \| Alonso Álvarez de Toledo, xv conde de Niebla (1850-1897) \| Alonso Álvarez de Toledo, xv conde de Niebla (1850-1897) \| Alonso Álvarez de Toledo, xv conde de Niebla (1850-1897) \| Alonso Álvarez de Toledo, xv conde de Niebla (1850-1897) \| Alonso Álvarez de Toledo, xv conde de Niebla (1850-1897) \| Alonso Álvarez de Toledo, xv conde de Niebla (1850-1897) \| \| \| Joaquín Álvarez de Toledo, xix duque de Medina Sidonia, xv marqués de Villafranca (1865-1915) \| Joaquín Álvarez de Toledo, xix duque de Medina Sidonia, xv marqués de Villafranca (1865-1915) \| Joaquín Álvarez de Toledo, xix duque de Medina Sidonia, xv marqués de Villafranca (1865-1915) \| Joaquín Álvarez de Toledo, xix duque de Medina Sidonia, xv marqués de Villafranca (1865-1915) \| Joaquín Álvarez de Toledo, xix duque de Medina Sidonia, xv marqués de Villafranca (1865-1915) \| Joaquín Álvarez de Toledo, xix duque de Medina Sidonia, xv marqués de Villafranca (1865-1915) \| \| \| \| \| \| \| \| \| \| \| \| \| \| \| \| \| \| \| \| \| \| \| \| \| \| \| \| \| \| \| \| \| \| \| \| \| \| \| \| \| \| \| \| \| \| \| \| Alonso Álvarez de Toledo, xv conde de Niebla (1850-1897) \| Alonso Álvarez de Toledo, xv conde de Niebla (1850-1897) \| Alonso Álvarez de Toledo, xv conde de Niebla (1850-1897) \| Alonso Álvarez de Toledo, xv conde de Niebla (1850-1897) \| Alonso Álvarez de Toledo, xv conde de Niebla (1850-1897) \| Alonso Álvarez de Toledo, xv conde de Niebla (1850-1897) \| \| \| Joaquín Álvarez de Toledo, xix duque de Medina Sidonia, xv marqués de Villafranca (1865-1915) \| Joaquín Álvarez de Toledo, xix duque de Medina Sidonia, xv marqués de Villafranca (1865-1915) \| Joaquín Álvarez de Toledo, xix duque de Medina Sidonia, xv marqués de Villafranca (1865-1915) \| Joaquín Álvarez de Toledo, xix duque de Medina Sidonia, xv marqués de Villafranca (1865-1915) \| Joaquín Álvarez de Toledo, xix duque de Medina Sidonia, xv marqués de Villafranca (1865-1915) \| Joaquín Álvarez de Toledo, xix duque de Medina Sidonia, xv marqués de Villafranca (1865-1915) \| \| \| \| \| \| \| \| \| \| \| \| \| \| \| \| \| \| \| \| \| \| \| \| \| \| \| \| \| \| \| \| \| \| \| \| \| \| \| \| \| \| \| \| \| \| \| \| \| \| \| \| \| \| \| \| Joaquín Álvarez de Toledo, xx duque de Medina Sidonia, xvi marqués de Villafranca (1894-1955) \| \| \| \| \| \| \| \| \| \| \| \| \| \| \| \| \| \| \| \| \| \| \| \| \| \| \| \| \| \| \| \| \| \| \| \| \| \| \| \| \| \| \| \| \| \| \| \| \| \| \| \| \| \| \| \| \| \| \| \| \| \| \| \| \| \| \| \| \| \| \| \| \| \| \| \| \| \| \| \| \| \| \| \| \| \| \| \| \| \| \| \| \| \| \| \| \| \| \| \| \| \| \| \| \| \| \| \| \| \| \| \| \| \| \| \| \| \| \| \| \| \| Luisa Isabel Álvarez de Toledo, xxi duquesa de Medina Sidonia, xvii marquesa de Villafranca (1936-2008) \| \| \| \| \| \| \| \| \| \| \| \| \| \| \| \| \| \| \| \| \| \| \| \| \| \| \| \| \| \| \| \| \| \| \| \| \| \| \| \| \| \| \| \| \| \| \| \| \| \| \| \| \| \| \| \| \| \| \| \| \| \| \| \| \| \| \| \| \| \| \| \| \| \| \| \| \| \| \| \| \| \| \| \| \| \| \| \| \| \| \| \| \| \| \| \| \| \| \| \| \| \| \| \| \| \| \| \| \| \| \| \| \| \| \| \| \| \| \| \| \| \| Leoncio Alonso González de Gregorio, xxii duque de Medina Sidonia, xviii marqués de Villafranca (n. 1956) \| \| \| \| \| \| \| \| \| \| \| \| \| \| \| \| \| \| \| \| \| \| \| \| \| \| \| \| \| \| \| \| \| \| \| \| \| \| \| \| \| \| \| \| \| \| \| \| \| \| \| \| \| \| \| \| \| \| \| \| \| \| \| \| \| \| \| \| \| \| \| \| \| \| \| \| \| \| \| \| \| \| \| \| \| \| \| \| \| \| \| \| \| \| \| \| \| \| \| \| \| \| \| \| \| \| \| \| \| \| \| \| \| \| \| \| \| \| \| \| \| \| Alonso González de Gregorio, xvi duque de Fernandina (n. 1983) \| \| \| \| \| \| \| \| \| \| \| \| \| \| \| \| |  |  |  |  |  |  |  |                                                                 |                                                                 |                                                                 |                                                                 |                                                                 |                                                                 |                                             |                                             |                                                   |                                                 |                                                 |                                                 |                                                                              |                                                                              |                                                                              |                                                                              |                                                                              |                                                                              |                                                       |                                                       |                                                                              |                                                                              |                                                                              |                                                                              |                                                                              |                                                                              |                                                     |                                                     |                                                                                               |                                                                               |                                                                               |                                                                               |                                                                               |                                                                               |                                     |  | |                                                                                               |                                                                                               |                                                                                               |                                                                                               |                                                                                               |  |  |  |  |  |  |  |  |  |  |
| |  |  |  |  |  |  |  |                                                                 |                                                                 |                                                                 |                                                                 |                                                                 |                                                                 |                                             |                                             | Rodrigo Álvarez Osorio, señor de Cabrera y Ribera |                                                 |                                                 |                                                 |                                                                              |                                                                              |                                                                              |                                                                              |                                                                              |                                                                              |                                                       |                                                       |                                                                              |                                                                              |                                                                              |                                                                              |                                                                              |                                                                              |                                                     |                                                     |                                                                                               |                                                                               |                                                                               |                                                                               |                                                                               |                                                                               |                                     |  | |                                                                                               |                                                                                               |                                                                                               |                                                                                               |                                                                                               |  |  |  |  |  |  |  |  |  |  |
| |  |  |  |  |  |  |  |                                                                 |                                                                 |                                                                 |                                                                 |                                                                 |                                                                 |                                             |                                             |                                                   |                                                 |                                                 |                                                 |                                                                              |                                                                              |                                                                              |                                                                              |                                                                              |                                                                              |                                                       |                                                       |                                                                              |                                                                              |                                                                              |                                                                              |                                                                              |                                                                              |                                                     |                                                     |                                                                                               |                                                                               |                                                                               |                                                                               |                                                                               |                                                                               |                                     |  | |                                                                                               |                                                                                               |                                                                                               |                                                                                               |                                                                                               |  |  |  |  |  |  |  |  |  |  |
| |  |  |  |  |  |  |  | Beatriz de Castro, señora de Lemos y de Villafranca (1398-1455) | Beatriz de Castro, señora de Lemos y de Villafranca (1398-1455) | Beatriz de Castro, señora de Lemos y de Villafranca (1398-1455) | Beatriz de Castro, señora de Lemos y de Villafranca (1398-1455) | Beatriz de Castro, señora de Lemos y de Villafranca (1398-1455) | Beatriz de Castro, señora de Lemos y de Villafranca (1398-1455) |                                             |                                             | Pedro Álvarez Osorio, i conde de Lemos († 1483)   | Pedro Álvarez Osorio, i conde de Lemos († 1483) | Pedro Álvarez Osorio, i conde de Lemos († 1483) | Pedro Álvarez Osorio, i conde de Lemos († 1483) | Pedro Álvarez Osorio, i conde de Lemos († 1483)                              | Pedro Álvarez Osorio, i conde de Lemos († 1483)                              |                                                                              |                                                                              | María de Bazán, condesa de Lemos                                             | María de Bazán, condesa de Lemos                                             | María de Bazán, condesa de Lemos                      | María de Bazán, condesa de Lemos                      | María de Bazán, condesa de Lemos                                             | María de Bazán, condesa de Lemos                                             |                                                                              |                                                                              |                                                                              |                                                                              |                                                     |                                                     |                                                                                               |                                                                               |                                                                               |                                                                               |                                                                               |                                                                               |                                     |  | |                                                                                               |                                                                                               |                                                                                               |                                                                                               |                                                                                               |  |  |  |  |  |  |  |  |  |  |
| |  |  |  |  |  |  |  | Beatriz de Castro, señora de Lemos y de Villafranca (1398-1455) | Beatriz de Castro, señora de Lemos y de Villafranca (1398-1455) | Beatriz de Castro, señora de Lemos y de Villafranca (1398-1455) | Beatriz de Castro, señora de Lemos y de Villafranca (1398-1455) | Beatriz de Castro, señora de Lemos y de Villafranca (1398-1455) | Beatriz de Castro, señora de Lemos y de Villafranca (1398-1455) |                                             |                                             | Pedro Álvarez Osorio, i conde de Lemos († 1483)   | Pedro Álvarez Osorio, i conde de Lemos († 1483) | Pedro Álvarez Osorio, i conde de Lemos († 1483) | Pedro Álvarez Osorio, i conde de Lemos († 1483) | Pedro Álvarez Osorio, i conde de Lemos († 1483)                              | Pedro Álvarez Osorio, i conde de Lemos († 1483)                              |                                                                              |                                                                              | María de Bazán, condesa de Lemos                                             | María de Bazán, condesa de Lemos                                             | María de Bazán, condesa de Lemos                      | María de Bazán, condesa de Lemos                      | María de Bazán, condesa de Lemos                                             | María de Bazán, condesa de Lemos                                             |                                                                              |                                                                              |                                                                              |                                                                              |                                                     |                                                     |                                                                                               |                                                                               |                                                                               |                                                                               |                                                                               |                                                                               |                                     |  | |                                                                                               |                                                                                               |                                                                                               |                                                                                               |                                                                                               |  |  |  |  |  |  |  |  |  |  |
| |  |  |  |  |  |  |  |                                                                 |                                                                 |                                                                 |                                                                 |                                                                 |                                                                 |                                             |                                             |                                                   |                                                 |                                                 |                                                 |                                                                              |                                                                              |                                                                              |                                                                              |                                                                              |                                                                              |                                                       |                                                       |                                                                              |                                                                              |                                                                              |                                                                              |                                                                              |                                                                              |                                                     |                                                     |                                                                                               |                                                                               |                                                                               |                                                                               |                                                                               |                                                                               |                                     |  | |                                                                                               |                                                                                               |                                                                                               |                                                                                               |                                                                                               |  |  |  |  |  |  |  |  |  |  |
| |  |  |  |  |  |  |  |                                                                 |                                                                 |                                                                 |                                                                 | Alonso Osorio († 1467)                                          | Alonso Osorio († 1467)                                          | Alonso Osorio († 1467)                      | Alonso Osorio († 1467)                      | Alonso Osorio († 1467)                            | Alonso Osorio († 1467)                          |                                                 |                                                 | Juana Osorio, i marquesa de Villafranca (1470-1491)                          | Juana Osorio, i marquesa de Villafranca (1470-1491)                          | Juana Osorio, i marquesa de Villafranca (1470-1491)                          | Juana Osorio, i marquesa de Villafranca (1470-1491)                          | Juana Osorio, i marquesa de Villafranca (1470-1491)                          | Juana Osorio, i marquesa de Villafranca (1470-1491)                          |                                                       |                                                       | Luis Pimentel, i marqués de Villafranca (1467-1497)                          | Luis Pimentel, i marqués de Villafranca (1467-1497)                          | Luis Pimentel, i marqués de Villafranca (1467-1497)                          | Luis Pimentel, i marqués de Villafranca (1467-1497)                          | Luis Pimentel, i marqués de Villafranca (1467-1497)                          | Luis Pimentel, i marqués de Villafranca (1467-1497)                          |                                                     |                                                     |                                                                                               |                                                                               |                                                                               |                                                                               |                                                                               |                                                                               |                                     |  | |                                                                                               |                                                                                               |                                                                                               |                                                                                               |                                                                                               |  |  |  |  |  |  |  |  |  |  |
| |  |  |  |  |  |  |  |                                                                 |                                                                 |                                                                 |                                                                 | Alonso Osorio († 1467)                                          | Alonso Osorio († 1467)                                          | Alonso Osorio († 1467)                      | Alonso Osorio († 1467)                      | Alonso Osorio († 1467)                            | Alonso Osorio († 1467)                          |                                                 |                                                 | Juana Osorio, i marquesa de Villafranca (1470-1491)                          | Juana Osorio, i marquesa de Villafranca (1470-1491)                          | Juana Osorio, i marquesa de Villafranca (1470-1491)                          | Juana Osorio, i marquesa de Villafranca (1470-1491)                          | Juana Osorio, i marquesa de Villafranca (1470-1491)                          | Juana Osorio, i marquesa de Villafranca (1470-1491)                          |                                                       |                                                       | Luis Pimentel, i marqués de Villafranca (1467-1497)                          | Luis Pimentel, i marqués de Villafranca (1467-1497)                          | Luis Pimentel, i marqués de Villafranca (1467-1497)                          | Luis Pimentel, i marqués de Villafranca (1467-1497)                          | Luis Pimentel, i marqués de Villafranca (1467-1497)                          | Luis Pimentel, i marqués de Villafranca (1467-1497)                          |                                                     |                                                     |                                                                                               |                                                                               |                                                                               |                                                                               |                                                                               |                                                                               |                                     |  | |                                                                                               |                                                                                               |                                                                                               |                                                                                               |                                                                                               |  |  |  |  |  |  |  |  |  |  |
| |  |  |  |  |  |  |  |                                                                 |                                                                 |                                                                 |                                                                 |                                                                 |                                                                 |                                             |                                             |                                                   |                                                 |                                                 |                                                 |                                                                              |                                                                              |                                                                              |                                                                              |                                                                              |                                                                              |                                                       |                                                       |                                                                              |                                                                              |                                                                              |                                                                              |                                                                              |                                                                              |                                                     |                                                     |                                                                                               |                                                                               |                                                                               |                                                                               |                                                                               |                                                                               |                                     |  | |                                                                                               |                                                                                               |                                                                                               |                                                                                               |                                                                                               |  |  |  |  |  |  |  |  |  |  |
| |  |  |  |  |  |  |  |                                                                 |                                                                 |                                                                 |                                                                 | Rodrigo de Castro Osorio, ii conde de Lemos                     | Rodrigo de Castro Osorio, ii conde de Lemos                     | Rodrigo de Castro Osorio, ii conde de Lemos | Rodrigo de Castro Osorio, ii conde de Lemos | Rodrigo de Castro Osorio, ii conde de Lemos       | Rodrigo de Castro Osorio, ii conde de Lemos     |                                                 |                                                 |                                                                              |                                                                              |                                                                              |                                                                              | María Osorio, ii marquesa de Villafranca, (1490-1539)                        | María Osorio, ii marquesa de Villafranca, (1490-1539)                        | María Osorio, ii marquesa de Villafranca, (1490-1539) | María Osorio, ii marquesa de Villafranca, (1490-1539) | María Osorio, ii marquesa de Villafranca, (1490-1539)                        | María Osorio, ii marquesa de Villafranca, (1490-1539)                        |                                                                              |                                                                              | Pedro de Toledo, marqués de Villafranca (1484-1553)                          | Pedro de Toledo, marqués de Villafranca (1484-1553)                          | Pedro de Toledo, marqués de Villafranca (1484-1553) | Pedro de Toledo, marqués de Villafranca (1484-1553) | Pedro de Toledo, marqués de Villafranca (1484-1553)                                           | Pedro de Toledo, marqués de Villafranca (1484-1553)                           |                                                                               |                                                                               |                                                                               |                                                                               |                                     |  | |                                                                                               |                                                                                               |                                                                                               |                                                                                               |                                                                                               |  |  |  |  |  |  |  |  |  |  |
| |  |  |  |  |  |  |  |                                                                 |                                                                 |                                                                 |                                                                 | Rodrigo de Castro Osorio, ii conde de Lemos                     | Rodrigo de Castro Osorio, ii conde de Lemos                     | Rodrigo de Castro Osorio, ii conde de Lemos | Rodrigo de Castro Osorio, ii conde de Lemos | Rodrigo de Castro Osorio, ii conde de Lemos       | Rodrigo de Castro Osorio, ii conde de Lemos     |                                                 |                                                 |                                                                              |                                                                              |                                                                              |                                                                              | María Osorio, ii marquesa de Villafranca, (1490-1539)                        | María Osorio, ii marquesa de Villafranca, (1490-1539)                        | María Osorio, ii marquesa de Villafranca, (1490-1539) | María Osorio, ii marquesa de Villafranca, (1490-1539) | María Osorio, ii marquesa de Villafranca, (1490-1539)                        | María Osorio, ii marquesa de Villafranca, (1490-1539)                        |                                                                              |                                                                              | Pedro de Toledo, marqués de Villafranca (1484-1553)                          | Pedro de Toledo, marqués de Villafranca (1484-1553)                          | Pedro de Toledo, marqués de Villafranca (1484-1553) | Pedro de Toledo, marqués de Villafranca (1484-1553) | Pedro de Toledo, marqués de Villafranca (1484-1553)                                           | Pedro de Toledo, marqués de Villafranca (1484-1553)                           |                                                                               |                                                                               |                                                                               |                                                                               |                                     |  | |                                                                                               |                                                                                               |                                                                                               |                                                                                               |                                                                                               |  |  |  |  |  |  |  |  |  |  |
| |  |  |  |  |  |  |  |                                                                 |                                                                 |                                                                 |                                                                 | Con sucesión en la casa de Lemos.                               |                                                                 |                                             |                                             |                                                   |                                                 |                                                 |                                                 |                                                                              |                                                                              |                                                                              |                                                                              |                                                                              |                                                                              |                                                       |                                                       |                                                                              |                                                                              |                                                                              |                                                                              |                                                                              |                                                                              |                                                     |                                                     |                                                                                               |                                                                               |                                                                               |                                                                               |                                                                               |                                                                               |                                     |  | |                                                                                               |                                                                                               |                                                                                               |                                                                                               |                                                                                               |  |  |  |  |  |  |  |  |  |  |
| |  |  |  |  |  |  |  |                                                                 |                                                                 |                                                                 |                                                                 |                                                                 |                                                                 |                                             |                                             |                                                   |                                                 |                                                 |                                                 |                                                                              |                                                                              |                                                                              |                                                                              |                                                                              |                                                                              |                                                       |                                                       |                                                                              |                                                                              |                                                                              |                                                                              |                                                                              |                                                                              |                                                     |                                                     |                                                                                               |                                                                               |                                                                               |                                                                               |                                                                               |                                                                               |                                     |  | |                                                                                               |                                                                                               |                                                                                               |                                                                                               |                                                                                               |  |  |  |  |  |  |  |  |  |  |
| |  |  |  |  |  |  |  |                                                                 |                                                                 |                                                                 |                                                                 |                                                                 |                                                                 |                                             |                                             |                                                   |                                                 |                                                 |                                                 | Fadrique de Toledo Osorio, iii marqués de Villafranca (1510-1569)            | Fadrique de Toledo Osorio, iii marqués de Villafranca (1510-1569)            | Fadrique de Toledo Osorio, iii marqués de Villafranca (1510-1569)            | Fadrique de Toledo Osorio, iii marqués de Villafranca (1510-1569)            | Fadrique de Toledo Osorio, iii marqués de Villafranca (1510-1569)            | Fadrique de Toledo Osorio, iii marqués de Villafranca (1510-1569)            |                                                       |                                                       | García de Toledo Osorio, iv marqués de Villafranca (1514-1577)               | García de Toledo Osorio, iv marqués de Villafranca (1514-1577)               | García de Toledo Osorio, iv marqués de Villafranca (1514-1577)               | García de Toledo Osorio, iv marqués de Villafranca (1514-1577)               | García de Toledo Osorio, iv marqués de Villafranca (1514-1577)               | García de Toledo Osorio, iv marqués de Villafranca (1514-1577)               |                                                     |                                                     | Leonor de Toledo, duquesa de Florencia (1522-1562)                                            | Leonor de Toledo, duquesa de Florencia (1522-1562)                            | Leonor de Toledo, duquesa de Florencia (1522-1562)                            | Leonor de Toledo, duquesa de Florencia (1522-1562)                            | Leonor de Toledo, duquesa de Florencia (1522-1562)                            | Leonor de Toledo, duquesa de Florencia (1522-1562)                            |                                     |  | |                                                                                               |                                                                                               |                                                                                               |                                                                                               |                                                                                               |  |  |  |  |  |  |  |  |  |  |
| |  |  |  |  |  |  |  |                                                                 |                                                                 |                                                                 |                                                                 |                                                                 |                                                                 |                                             |                                             |                                                   |                                                 |                                                 |                                                 | Fadrique de Toledo Osorio, iii marqués de Villafranca (1510-1569)            | Fadrique de Toledo Osorio, iii marqués de Villafranca (1510-1569)            | Fadrique de Toledo Osorio, iii marqués de Villafranca (1510-1569)            | Fadrique de Toledo Osorio, iii marqués de Villafranca (1510-1569)            | Fadrique de Toledo Osorio, iii marqués de Villafranca (1510-1569)            | Fadrique de Toledo Osorio, iii marqués de Villafranca (1510-1569)            |                                                       |                                                       | García de Toledo Osorio, iv marqués de Villafranca (1514-1577)               | García de Toledo Osorio, iv marqués de Villafranca (1514-1577)               | García de Toledo Osorio, iv marqués de Villafranca (1514-1577)               | García de Toledo Osorio, iv marqués de Villafranca (1514-1577)               | García de Toledo Osorio, iv marqués de Villafranca (1514-1577)               | García de Toledo Osorio, iv marqués de Villafranca (1514-1577)               |                                                     |                                                     | Leonor de Toledo, duquesa de Florencia (1522-1562)                                            | Leonor de Toledo, duquesa de Florencia (1522-1562)                            | Leonor de Toledo, duquesa de Florencia (1522-1562)                            | Leonor de Toledo, duquesa de Florencia (1522-1562)                            | Leonor de Toledo, duquesa de Florencia (1522-1562)                            | Leonor de Toledo, duquesa de Florencia (1522-1562)                            | Con sucesión en la casa de Médicis. |  | |                                                                                               |                                                                                               |                                                                                               |                                                                                               |                                                                                               |  |  |  |  |  |  |  |  |  |  |
| |  |  |  |  |  |  |  |                                                                 |                                                                 |                                                                 |                                                                 |                                                                 |                                                                 |                                             |                                             |                                                   |                                                 |                                                 |                                                 |                                                                              |                                                                              |                                                                              |                                                                              |                                                                              |                                                                              |                                                       |                                                       | Pedro de Toledo Osorio, v marqués de Villafranca (1546-1627)                 |                                                                              |                                                                              |                                                                              |                                                                              |                                                                              |                                                     |                                                     |                                                                                               |                                                                               |                                                                               |                                                                               |                                                                               |                                                                               |                                     |  | |                                                                                               |                                                                                               |                                                                                               |                                                                                               |                                                                                               |  |  |  |  |  |  |  |  |  |  |
| |  |  |  |  |  |  |  |                                                                 |                                                                 |                                                                 |                                                                 |                                                                 |                                                                 |                                             |                                             |                                                   |                                                 |                                                 |                                                 |                                                                              |                                                                              |                                                                              |                                                                              |                                                                              |                                                                              |                                                       |                                                       |                                                                              |                                                                              |                                                                              |                                                                              |                                                                              |                                                                              |                                                     |                                                     |                                                                                               |                                                                               |                                                                               |                                                                               |                                                                               |                                                                               |                                     |  | |                                                                                               |                                                                                               |                                                                                               |                                                                                               |                                                                                               |  |  |  |  |  |  |  |  |  |  |
| |  |  |  |  |  |  |  |                                                                 |                                                                 |                                                                 |                                                                 |                                                                 |                                                                 |                                             |                                             |                                                   |                                                 |                                                 |                                                 |                                                                              |                                                                              |                                                                              |                                                                              |                                                                              |                                                                              |                                                       |                                                       |                                                                              |                                                                              |                                                                              |                                                                              |                                                                              |                                                                              |                                                     |                                                     |                                                                                               |                                                                               |                                                                               |                                                                               |                                                                               |                                                                               |                                     |  | |                                                                                               |                                                                                               |                                                                                               |                                                                                               |                                                                                               |  |  |  |  |  |  |  |  |  |  |
| |  |  |  |  |  |  |  |                                                                 |                                                                 |                                                                 |                                                                 |                                                                 |                                                                 |                                             |                                             |                                                   |                                                 |                                                 |                                                 | García de Toledo Osorio, vi marqués de Villafranca (1579-1649)               | García de Toledo Osorio, vi marqués de Villafranca (1579-1649)               | García de Toledo Osorio, vi marqués de Villafranca (1579-1649)               | García de Toledo Osorio, vi marqués de Villafranca (1579-1649)               | García de Toledo Osorio, vi marqués de Villafranca (1579-1649)               | García de Toledo Osorio, vi marqués de Villafranca (1579-1649)               |                                                       |                                                       | Fadrique de Toledo Osorio, i marqués de Valdueza (1580-1634)                 | Fadrique de Toledo Osorio, i marqués de Valdueza (1580-1634)                 | Fadrique de Toledo Osorio, i marqués de Valdueza (1580-1634)                 | Fadrique de Toledo Osorio, i marqués de Valdueza (1580-1634)                 | Fadrique de Toledo Osorio, i marqués de Valdueza (1580-1634)                 | Fadrique de Toledo Osorio, i marqués de Valdueza (1580-1634)                 |                                                     |                                                     |                                                                                               |                                                                               |                                                                               |                                                                               |                                                                               |                                                                               |                                     |  | |                                                                                               |                                                                                               |                                                                                               |                                                                                               |                                                                                               |  |  |  |  |  |  |  |  |  |  |
| |  |  |  |  |  |  |  |                                                                 |                                                                 |                                                                 |                                                                 |                                                                 |                                                                 |                                             |                                             |                                                   |                                                 |                                                 |                                                 | García de Toledo Osorio, vi marqués de Villafranca (1579-1649)               | García de Toledo Osorio, vi marqués de Villafranca (1579-1649)               | García de Toledo Osorio, vi marqués de Villafranca (1579-1649)               | García de Toledo Osorio, vi marqués de Villafranca (1579-1649)               | García de Toledo Osorio, vi marqués de Villafranca (1579-1649)               | García de Toledo Osorio, vi marqués de Villafranca (1579-1649)               |                                                       |                                                       | Fadrique de Toledo Osorio, i marqués de Valdueza (1580-1634)                 | Fadrique de Toledo Osorio, i marqués de Valdueza (1580-1634)                 | Fadrique de Toledo Osorio, i marqués de Valdueza (1580-1634)                 | Fadrique de Toledo Osorio, i marqués de Valdueza (1580-1634)                 | Fadrique de Toledo Osorio, i marqués de Valdueza (1580-1634)                 | Fadrique de Toledo Osorio, i marqués de Valdueza (1580-1634)                 |                                                     |                                                     |                                                                                               |                                                                               |                                                                               |                                                                               |                                                                               |                                                                               |                                     |  | |                                                                                               |                                                                                               |                                                                                               |                                                                                               |                                                                                               |  |  |  |  |  |  |  |  |  |  |
| |  |  |  |  |  |  |  |                                                                 |                                                                 |                                                                 |                                                                 |                                                                 |                                                                 |                                             |                                             |                                                   |                                                 |                                                 |                                                 |                                                                              |                                                                              |                                                                              |                                                                              |                                                                              |                                                                              |                                                       |                                                       | Fadrique de Toledo Osorio, vii marqués de Villafranca (1635-1705)            |                                                                              |                                                                              |                                                                              |                                                                              |                                                                              |                                                     |                                                     |                                                                                               |                                                                               |                                                                               |                                                                               |                                                                               |                                                                               |                                     |  | |                                                                                               |                                                                                               |                                                                                               |                                                                                               |                                                                                               |  |  |  |  |  |  |  |  |  |  |
| |  |  |  |  |  |  |  |                                                                 |                                                                 |                                                                 |                                                                 |                                                                 |                                                                 |                                             |                                             |                                                   |                                                 |                                                 |                                                 |                                                                              |                                                                              |                                                                              |                                                                              |                                                                              |                                                                              |                                                       |                                                       |                                                                              |                                                                              |                                                                              |                                                                              |                                                                              |                                                                              |                                                     |                                                     |                                                                                               |                                                                               |                                                                               |                                                                               |                                                                               |                                                                               |                                     |  | |                                                                                               |                                                                                               |                                                                                               |                                                                                               |                                                                                               |  |  |  |  |  |  |  |  |  |  |
| |  |  |  |  |  |  |  |                                                                 |                                                                 |                                                                 |                                                                 |                                                                 |                                                                 |                                             |                                             |                                                   |                                                 |                                                 |                                                 |                                                                              |                                                                              |                                                                              |                                                                              |                                                                              |                                                                              |                                                       |                                                       | José Fadrique de Toledo Osorio, viii marqués de Villafranca (1658-1728)      |                                                                              |                                                                              |                                                                              |                                                                              |                                                                              |                                                     |                                                     |                                                                                               |                                                                               |                                                                               |                                                                               |                                                                               |                                                                               |                                     |  | |                                                                                               |                                                                                               |                                                                                               |                                                                                               |                                                                                               |  |  |  |  |  |  |  |  |  |  |
| |  |  |  |  |  |  |  |                                                                 |                                                                 |                                                                 |                                                                 |                                                                 |                                                                 |                                             |                                             |                                                   |                                                 |                                                 |                                                 |                                                                              |                                                                              |                                                                              |                                                                              |                                                                              |                                                                              |                                                       |                                                       |                                                                              |                                                                              |                                                                              |                                                                              |                                                                              |                                                                              |                                                     |                                                     |                                                                                               |                                                                               |                                                                               |                                                                               |                                                                               |                                                                               |                                     |  | |                                                                                               |                                                                                               |                                                                                               |                                                                                               |                                                                                               |  |  |  |  |  |  |  |  |  |  |
| |  |  |  |  |  |  |  |                                                                 |                                                                 |                                                                 |                                                                 |                                                                 |                                                                 |                                             |                                             |                                                   |                                                 |                                                 |                                                 |                                                                              |                                                                              |                                                                              |                                                                              |                                                                              |                                                                              |                                                       |                                                       | Fadrique Vicente de Toledo Osorio, ix marqués de Villafranca (1686-1753)     |                                                                              |                                                                              |                                                                              |                                                                              |                                                                              |                                                     |                                                     |                                                                                               |                                                                               |                                                                               |                                                                               |                                                                               |                                                                               |                                     |  | |                                                                                               |                                                                                               |                                                                                               |                                                                                               |                                                                                               |  |  |  |  |  |  |  |  |  |  |
| |  |  |  |  |  |  |  |                                                                 |                                                                 |                                                                 |                                                                 |                                                                 |                                                                 |                                             |                                             |                                                   |                                                 |                                                 |                                                 |                                                                              |                                                                              |                                                                              |                                                                              |                                                                              |                                                                              |                                                       |                                                       |                                                                              |                                                                              |                                                                              |                                                                              |                                                                              |                                                                              |                                                     |                                                     |                                                                                               |                                                                               |                                                                               |                                                                               |                                                                               |                                                                               |                                     |  | |                                                                                               |                                                                                               |                                                                                               |                                                                                               |                                                                                               |  |  |  |  |  |  |  |  |  |  |
| |  |  |  |  |  |  |  |                                                                 |                                                                 |                                                                 |                                                                 |                                                                 |                                                                 |                                             |                                             |                                                   |                                                 |                                                 |                                                 |                                                                              |                                                                              |                                                                              |                                                                              |                                                                              |                                                                              |                                                       |                                                       | Antonio Álvarez de Toledo Osorio, x marqués de Villafranca (1716-1773)       |                                                                              |                                                                              |                                                                              |                                                                              |                                                                              |                                                     |                                                     |                                                                                               |                                                                               |                                                                               |                                                                               |                                                                               |                                                                               |                                     |  | |                                                                                               |                                                                                               |                                                                                               |                                                                                               |                                                                                               |  |  |  |  |  |  |  |  |  |  |
| |  |  |  |  |  |  |  |                                                                 |                                                                 |                                                                 |                                                                 |                                                                 |                                                                 |                                             |                                             |                                                   |                                                 |                                                 |                                                 |                                                                              |                                                                              |                                                                              |                                                                              |                                                                              |                                                                              |                                                       |                                                       |                                                                              |                                                                              |                                                                              |                                                                              |                                                                              |                                                                              |                                                     |                                                     |                                                                                               |                                                                               |                                                                               |                                                                               |                                                                               |                                                                               |                                     |  | |                                                                                               |                                                                                               |                                                                                               |                                                                                               |                                                                                               |  |  |  |  |  |  |  |  |  |  |
| |  |  |  |  |  |  |  |                                                                 |                                                                 |                                                                 |                                                                 |                                                                 |                                                                 |                                             |                                             |                                                   |                                                 |                                                 |                                                 |                                                                              |                                                                              |                                                                              |                                                                              |                                                                              |                                                                              |                                                       |                                                       |                                                                              |                                                                              |                                                                              |                                                                              |                                                                              |                                                                              |                                                     |                                                     |                                                                                               |                                                                               |                                                                               |                                                                               |                                                                               |                                                                               |                                     |  | |                                                                                               |                                                                                               |                                                                                               |                                                                                               |                                                                                               |  |  |  |  |  |  |  |  |  |  |
| |  |  |  |  |  |  |  |                                                                 |                                                                 |                                                                 |                                                                 |                                                                 |                                                                 |                                             |                                             |                                                   |                                                 |                                                 |                                                 | José Álvarez de Toledo, duque de Alba, xi marqués de Villafranca (1756-1796) | José Álvarez de Toledo, duque de Alba, xi marqués de Villafranca (1756-1796) | José Álvarez de Toledo, duque de Alba, xi marqués de Villafranca (1756-1796) | José Álvarez de Toledo, duque de Alba, xi marqués de Villafranca (1756-1796) | José Álvarez de Toledo, duque de Alba, xi marqués de Villafranca (1756-1796) | José Álvarez de Toledo, duque de Alba, xi marqués de Villafranca (1756-1796) |                                                       |                                                       | Francisco de Borja Álvarez de Toledo, xii marqués de Villafranca (1763-1821) | Francisco de Borja Álvarez de Toledo, xii marqués de Villafranca (1763-1821) | Francisco de Borja Álvarez de Toledo, xii marqués de Villafranca (1763-1821) | Francisco de Borja Álvarez de Toledo, xii marqués de Villafranca (1763-1821) | Francisco de Borja Álvarez de Toledo, xii marqués de Villafranca (1763-1821) | Francisco de Borja Álvarez de Toledo, xii marqués de Villafranca (1763-1821) |                                                     |                                                     |                                                                                               |                                                                               |                                                                               |                                                                               |                                                                               |                                                                               |                                     |  | |                                                                                               |                                                                                               |                                                                                               |                                                                                               |                                                                                               |  |  |  |  |  |  |  |  |  |  |
| |  |  |  |  |  |  |  |                                                                 |                                                                 |                                                                 |                                                                 |                                                                 |                                                                 |                                             |                                             |                                                   |                                                 |                                                 |                                                 | José Álvarez de Toledo, duque de Alba, xi marqués de Villafranca (1756-1796) | José Álvarez de Toledo, duque de Alba, xi marqués de Villafranca (1756-1796) | José Álvarez de Toledo, duque de Alba, xi marqués de Villafranca (1756-1796) | José Álvarez de Toledo, duque de Alba, xi marqués de Villafranca (1756-1796) | José Álvarez de Toledo, duque de Alba, xi marqués de Villafranca (1756-1796) | José Álvarez de Toledo, duque de Alba, xi marqués de Villafranca (1756-1796) |                                                       |                                                       | Francisco de Borja Álvarez de Toledo, xii marqués de Villafranca (1763-1821) | Francisco de Borja Álvarez de Toledo, xii marqués de Villafranca (1763-1821) | Francisco de Borja Álvarez de Toledo, xii marqués de Villafranca (1763-1821) | Francisco de Borja Álvarez de Toledo, xii marqués de Villafranca (1763-1821) | Francisco de Borja Álvarez de Toledo, xii marqués de Villafranca (1763-1821) | Francisco de Borja Álvarez de Toledo, xii marqués de Villafranca (1763-1821) |                                                     |                                                     |                                                                                               |                                                                               |                                                                               |                                                                               |                                                                               |                                                                               |                                     |  | |                                                                                               |                                                                                               |                                                                                               |                                                                                               |                                                                                               |  |  |  |  |  |  |  |  |  |  |
| |  |  |  |  |  |  |  |                                                                 |                                                                 |                                                                 |                                                                 |                                                                 |                                                                 |                                             |                                             |                                                   |                                                 |                                                 |                                                 |                                                                              |                                                                              |                                                                              |                                                                              |                                                                              |                                                                              |                                                       |                                                       |                                                                              |                                                                              |                                                                              |                                                                              |                                                                              |                                                                              |                                                     |                                                     |                                                                                               |                                                                               |                                                                               |                                                                               |                                                                               |                                                                               |                                     |  | |                                                                                               |                                                                                               |                                                                                               |                                                                                               |                                                                                               |  |  |  |  |  |  |  |  |  |  |
| |  |  |  |  |  |  |  |                                                                 |                                                                 |                                                                 |                                                                 |                                                                 |                                                                 |                                             |                                             |                                                   |                                                 |                                                 |                                                 |                                                                              |                                                                              |                                                                              |                                                                              |                                                                              |                                                                              |                                                       |                                                       | Francisco Álvarez de Toledo, x duque de Fernandina (1799-1816)               | Francisco Álvarez de Toledo, x duque de Fernandina (1799-1816)               | Francisco Álvarez de Toledo, x duque de Fernandina (1799-1816)               | Francisco Álvarez de Toledo, x duque de Fernandina (1799-1816)               | Francisco Álvarez de Toledo, x duque de Fernandina (1799-1816)               | Francisco Álvarez de Toledo, x duque de Fernandina (1799-1816)               |                                                     |                                                     | Pedro de Alcántara Álvarez de Toledo, xiii marqués de Villafranca (1803–1867)                 | Pedro de Alcántara Álvarez de Toledo, xiii marqués de Villafranca (1803–1867) | Pedro de Alcántara Álvarez de Toledo, xiii marqués de Villafranca (1803–1867) | Pedro de Alcántara Álvarez de Toledo, xiii marqués de Villafranca (1803–1867) | Pedro de Alcántara Álvarez de Toledo, xiii marqués de Villafranca (1803–1867) | Pedro de Alcántara Álvarez de Toledo, xiii marqués de Villafranca (1803–1867) |                                     |  | |                                                                                               |                                                                                               |                                                                                               |                                                                                               |                                                                                               |  |  |  |  |  |  |  |  |  |  |
| |  |  |  |  |  |  |  |                                                                 |                                                                 |                                                                 |                                                                 |                                                                 |                                                                 |                                             |                                             |                                                   |                                                 |                                                 |                                                 |                                                                              |                                                                              |                                                                              |                                                                              |                                                                              |                                                                              |                                                       |                                                       | Francisco Álvarez de Toledo, x duque de Fernandina (1799-1816)               | Francisco Álvarez de Toledo, x duque de Fernandina (1799-1816)               | Francisco Álvarez de Toledo, x duque de Fernandina (1799-1816)               | Francisco Álvarez de Toledo, x duque de Fernandina (1799-1816)               | Francisco Álvarez de Toledo, x duque de Fernandina (1799-1816)               | Francisco Álvarez de Toledo, x duque de Fernandina (1799-1816)               |                                                     |                                                     | Pedro de Alcántara Álvarez de Toledo, xiii marqués de Villafranca (1803–1867)                 | Pedro de Alcántara Álvarez de Toledo, xiii marqués de Villafranca (1803–1867) | Pedro de Alcántara Álvarez de Toledo, xiii marqués de Villafranca (1803–1867) | Pedro de Alcántara Álvarez de Toledo, xiii marqués de Villafranca (1803–1867) | Pedro de Alcántara Álvarez de Toledo, xiii marqués de Villafranca (1803–1867) | Pedro de Alcántara Álvarez de Toledo, xiii marqués de Villafranca (1803–1867) |                                     |  | |                                                                                               |                                                                                               |                                                                                               |                                                                                               |                                                                                               |  |  |  |  |  |  |  |  |  |  |
| |  |  |  |  |  |  |  |                                                                 |                                                                 |                                                                 |                                                                 |                                                                 |                                                                 |                                             |                                             |                                                   |                                                 |                                                 |                                                 |                                                                              |                                                                              |                                                                              |                                                                              |                                                                              |                                                                              |                                                       |                                                       |                                                                              |                                                                              |                                                                              |                                                                              |                                                                              |                                                                              |                                                     |                                                     | José Álvarez de Toledo, xviii duque de Medina Sidonia, xiv marqués de Villafranca (1826-1900) |                                                                               |                                                                               |                                                                               |                                                                               |                                                                               |                                     |  | |                                                                                               |                                                                                               |                                                                                               |                                                                                               |                                                                                               |  |  |  |  |  |  |  |  |  |  |
| |  |  |  |  |  |  |  |                                                                 |                                                                 |                                                                 |                                                                 |                                                                 |                                                                 |                                             |                                             |                                                   |                                                 |                                                 |                                                 |                                                                              |                                                                              |                                                                              |                                                                              |                                                                              |                                                                              |                                                       |                                                       |                                                                              |                                                                              |                                                                              |                                                                              |                                                                              |                                                                              |                                                     |                                                     |                                                                                               |                                                                               |                                                                               |                                                                               |                                                                               |                                                                               |                                     |  | |                                                                                               |                                                                                               |                                                                                               |                                                                                               |                                                                                               |  |  |  |  |  |  |  |  |  |  |
| |  |  |  |  |  |  |  |                                                                 |                                                                 |                                                                 |                                                                 |                                                                 |                                                                 |                                             |                                             |                                                   |                                                 |                                                 |                                                 |                                                                              |                                                                              |                                                                              |                                                                              |                                                                              |                                                                              |                                                       |                                                       |                                                                              |                                                                              |                                                                              |                                                                              |                                                                              |                                                                              |                                                     |                                                     |                                                                                               |                                                                               |                                                                               |                                                                               |                                                                               |                                                                               |                                     |  | |                                                                                               |                                                                                               |                                                                                               |                                                                                               |                                                                                               |  |  |  |  |  |  |  |  |  |  |
| |  |  |  |  |  |  |  |                                                                 |                                                                 |                                                                 |                                                                 |                                                                 |                                                                 |                                             |                                             |                                                   |                                                 |                                                 |                                                 |                                                                              |                                                                              |                                                                              |                                                                              |                                                                              |                                                                              |                                                       |                                                       |                                                                              |                                                                              |                                                                              |                                                                              |                                                                              |                                                                              |                                                     |                                                     | Alonso Álvarez de Toledo, xv conde de Niebla (1850-1897)                                      | Alonso Álvarez de Toledo, xv conde de Niebla (1850-1897)                      | Alonso Álvarez de Toledo, xv conde de Niebla (1850-1897)                      | Alonso Álvarez de Toledo, xv conde de Niebla (1850-1897)                      | Alonso Álvarez de Toledo, xv conde de Niebla (1850-1897)                      | Alonso Álvarez de Toledo, xv conde de Niebla (1850-1897)                      |                                     |  | Joaquín Álvarez de Toledo, xix duque de Medina Sidonia, xv marqués de Villafranca (1865-1915)             | Joaquín Álvarez de Toledo, xix duque de Medina Sidonia, xv marqués de Villafranca (1865-1915) | Joaquín Álvarez de Toledo, xix duque de Medina Sidonia, xv marqués de Villafranca (1865-1915) | Joaquín Álvarez de Toledo, xix duque de Medina Sidonia, xv marqués de Villafranca (1865-1915) | Joaquín Álvarez de Toledo, xix duque de Medina Sidonia, xv marqués de Villafranca (1865-1915) | Joaquín Álvarez de Toledo, xix duque de Medina Sidonia, xv marqués de Villafranca (1865-1915) |  |  |  |  |  |  |  |  |  |  |
| |  |  |  |  |  |  |  |                                                                 |                                                                 |                                                                 |                                                                 |                                                                 |                                                                 |                                             |                                             |                                                   |                                                 |                                                 |                                                 |                                                                              |                                                                              |                                                                              |                                                                              |                                                                              |                                                                              |                                                       |                                                       |                                                                              |                                                                              |                                                                              |                                                                              |                                                                              |                                                                              |                                                     |                                                     | Alonso Álvarez de Toledo, xv conde de Niebla (1850-1897)                                      | Alonso Álvarez de Toledo, xv conde de Niebla (1850-1897)                      | Alonso Álvarez de Toledo, xv conde de Niebla (1850-1897)                      | Alonso Álvarez de Toledo, xv conde de Niebla (1850-1897)                      | Alonso Álvarez de Toledo, xv conde de Niebla (1850-1897)                      | Alonso Álvarez de Toledo, xv conde de Niebla (1850-1897)                      |                                     |  | Joaquín Álvarez de Toledo, xix duque de Medina Sidonia, xv marqués de Villafranca (1865-1915)             | Joaquín Álvarez de Toledo, xix duque de Medina Sidonia, xv marqués de Villafranca (1865-1915) | Joaquín Álvarez de Toledo, xix duque de Medina Sidonia, xv marqués de Villafranca (1865-1915) | Joaquín Álvarez de Toledo, xix duque de Medina Sidonia, xv marqués de Villafranca (1865-1915) | Joaquín Álvarez de Toledo, xix duque de Medina Sidonia, xv marqués de Villafranca (1865-1915) | Joaquín Álvarez de Toledo, xix duque de Medina Sidonia, xv marqués de Villafranca (1865-1915) |  |  |  |  |  |  |  |  |  |  |
| |  |  |  |  |  |  |  |                                                                 |                                                                 |                                                                 |                                                                 |                                                                 |                                                                 |                                             |                                             |                                                   |                                                 |                                                 |                                                 |                                                                              |                                                                              |                                                                              |                                                                              |                                                                              |                                                                              |                                                       |                                                       |                                                                              |                                                                              |                                                                              |                                                                              |                                                                              |                                                                              |                                                     |                                                     |                                                                                               |                                                                               |                                                                               |                                                                               |                                                                               |                                                                               |                                     |  | Joaquín Álvarez de Toledo, xx duque de Medina Sidonia, xvi marqués de Villafranca (1894-1955)             |                                                                                               |                                                                                               |                                                                                               |                                                                                               |                                                                                               |  |  |  |  |  |  |  |  |  |  |
| |  |  |  |  |  |  |  |                                                                 |                                                                 |                                                                 |                                                                 |                                                                 |                                                                 |                                             |                                             |                                                   |                                                 |                                                 |                                                 |                                                                              |                                                                              |                                                                              |                                                                              |                                                                              |                                                                              |                                                       |                                                       |                                                                              |                                                                              |                                                                              |                                                                              |                                                                              |                                                                              |                                                     |                                                     |                                                                                               |                                                                               |                                                                               |                                                                               |                                                                               |                                                                               |                                     |  | |                                                                                               |                                                                                               |                                                                                               |                                                                                               |                                                                                               |  |  |  |  |  |  |  |  |  |  |
| |  |  |  |  |  |  |  |                                                                 |                                                                 |                                                                 |                                                                 |                                                                 |                                                                 |                                             |                                             |                                                   |                                                 |                                                 |                                                 |                                                                              |                                                                              |                                                                              |                                                                              |                                                                              |                                                                              |                                                       |                                                       |                                                                              |                                                                              |                                                                              |                                                                              |                                                                              |                                                                              |                                                     |                                                     |                                                                                               |                                                                               |                                                                               |                                                                               |                                                                               |                                                                               |                                     |  | Luisa Isabel Álvarez de Toledo, xxi duquesa de Medina Sidonia, xvii marquesa de Villafranca (1936-2008)   |                                                                                               |                                                                                               |                                                                                               |                                                                                               |                                                                                               |  |  |  |  |  |  |  |  |  |  |
| |  |  |  |  |  |  |  |                                                                 |                                                                 |                                                                 |                                                                 |                                                                 |                                                                 |                                             |                                             |                                                   |                                                 |                                                 |                                                 |                                                                              |                                                                              |                                                                              |                                                                              |                                                                              |                                                                              |                                                       |                                                       |                                                                              |                                                                              |                                                                              |                                                                              |                                                                              |                                                                              |                                                     |                                                     |                                                                                               |                                                                               |                                                                               |                                                                               |                                                                               |                                                                               |                                     |  | |                                                                                               |                                                                                               |                                                                                               |                                                                                               |                                                                                               |  |  |  |  |  |  |  |  |  |  |
| |  |  |  |  |  |  |  |                                                                 |                                                                 |                                                                 |                                                                 |                                                                 |                                                                 |                                             |                                             |                                                   |                                                 |                                                 |                                                 |                                                                              |                                                                              |                                                                              |                                                                              |                                                                              |                                                                              |                                                       |                                                       |                                                                              |                                                                              |                                                                              |                                                                              |                                                                              |                                                                              |                                                     |                                                     |                                                                                               |                                                                               |                                                                               |                                                                               |                                                                               |                                                                               |                                     |  | Leoncio Alonso González de Gregorio, xxii duque de Medina Sidonia, xviii marqués de Villafranca (n. 1956) |                                                                                               |                                                                                               |                                                                                               |                                                                                               |                                                                                               |  |  |  |  |  |  |  |  |  |  |
| |  |  |  |  |  |  |  |                                                                 |                                                                 |                                                                 |                                                                 |                                                                 |                                                                 |                                             |                                             |                                                   |                                                 |                                                 |                                                 |                                                                              |                                                                              |                                                                              |                                                                              |                                                                              |                                                                              |                                                       |                                                       |                                                                              |                                                                              |                                                                              |                                                                              |                                                                              |                                                                              |                                                     |                                                     |                                                                                               |                                                                               |                                                                               |                                                                               |                                                                               |                                                                               |                                     |  | |                                                                                               |                                                                                               |                                                                                               |                                                                                               |                                                                                               |  |  |  |  |  |  |  |  |  |  |
| |  |  |  |  |  |  |  |                                                                 |                                                                 |                                                                 |                                                                 |                                                                 |                                                                 |                                             |                                             |                                                   |                                                 |                                                 |                                                 |                                                                              |                                                                              |                                                                              |                                                                              |                                                                              |                                                                              |                                                       |                                                       |                                                                              |                                                                              |                                                                              |                                                                              |                                                                              |                                                                              |                                                     |                                                     |                                                                                               |                                                                               |                                                                               |                                                                               |                                                                               |                                                                               |                                     |  | Alonso González de Gregorio, xvi duque de Fernandina (n. 1983)                                            |                                                                                               |                                                                                               |                                                                                               |                                                                                               |                                                                                               |  |  |  |  |  |  |  |  |  |  |